# Семья

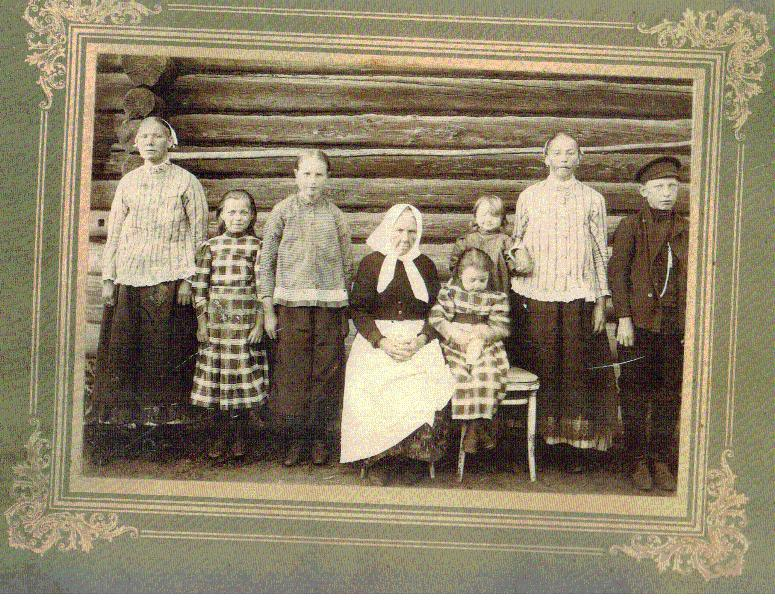
Крестьянская семья

Семья́ — социальный институт, являющийся базовой ячейкой общества, характеризующийся следующими признаками:
- добровольность вступления в брак[2][3];
- общность быта у членов семьи[3][4][5][6];
- вступление в брачные отношения[3][4][5];
- стремление к рождению детей, их социализации и воспитанию[3][4][5].

Семья принадлежит к важнейшим общественным ценностям. Согласно некоторым научным теориям, именно форма семьи могла на протяжении многих веков определять общее направление эволюции макросоциальных систем. Каждый член общества, помимо социального статуса, этнической принадлежности, имущественного и материального положения, с момента рождения и до конца жизни обладает такой характеристикой, как семейно-брачное состояние.
На стадиях жизненного цикла человека последовательно меняются его функции и статус в семье. Для взрослого человека семья является источником удовлетворения ряда его потребностей и малым коллективом, предъявляющим ему разнообразные и достаточно сложные требования. Для ребёнка семья — это среда, в которой складываются условия его физического, психического, эмоционального и интеллектуального развития.
Содержание понятия «семья» трансформируется вслед за социокультурным изменением общества, например, «у русских крестьян при переписях записывали батраков как членов семьи,… по мнению крестьян все, кто питается из одного котла — члены семьи». Под семьёй также может пониматься родительская пара или один родитель как минимум с одним ребёнком, а также легализованные в ряде стран однополые союзы.

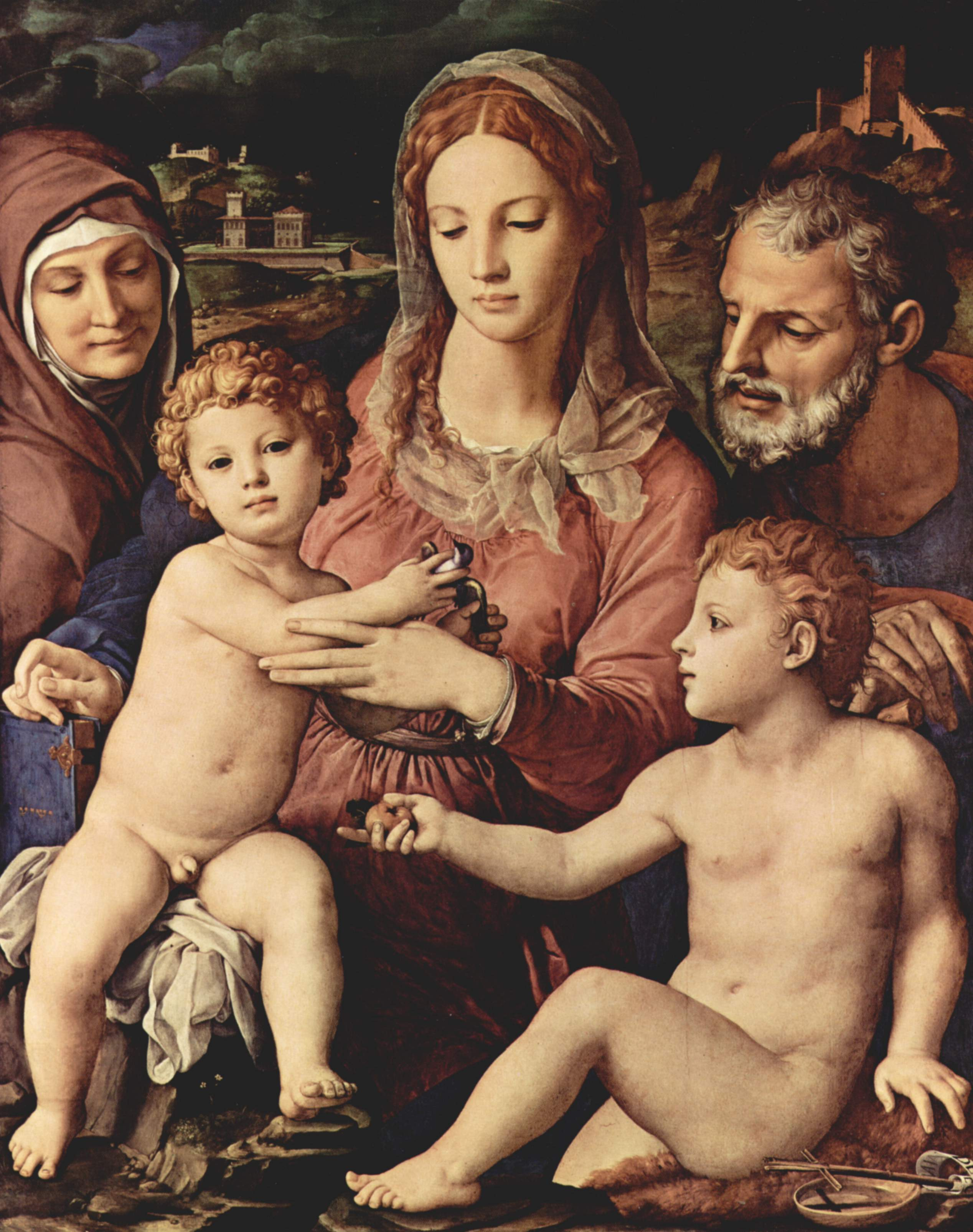
Святое семейство со святой Анной и Иоанном Крестителем. Картина Аньоло Бронзино, ок. 1530

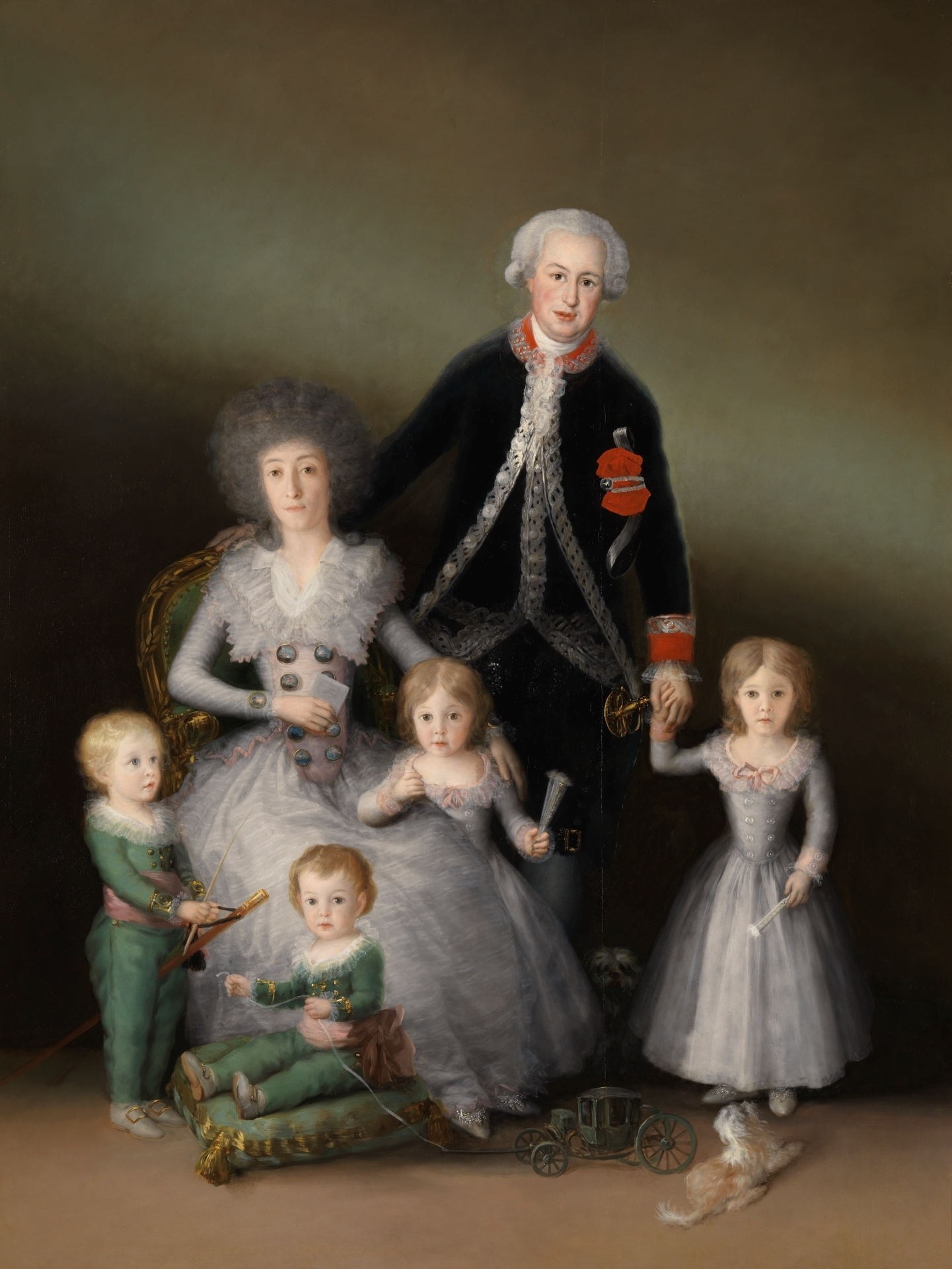
Старинная семья (картина Франсиско Гойя)

## Определение семьи
Семья — это сообщество, основанное на браке супругов, помимо которых включает и детей (собственных и усыновлённых, не вступивших в свой брак), связанных духовно, общностью быта и взаимной моральной ответственностью. Семья создаётся на основе брака, кровного родства, усыновления и удочерения, а также на других основаниях, не запрещённых законом и таких, которые не противоречат моральным основам общества.
Несмотря на свою общеупотребительность, понятие семьи довольно многогранно, а его чёткое научное определение довольно затруднено. В различных обществах и культурах определение семьи может некоторым образом различаться. Кроме того, часто определение зависит также и от той области, относительно которой это определение даётся. Существует много определений семьи. Каждое из них зависит от конкретных исторических, этнических и социально-экономических условий, а также от конкретных целей исследования.
Согласно классическому определению одного из крупнейших английских социологов Энтони Гидденса, под семьёй понимается «группа людей, связанных прямыми родственными отношениями, взрослые члены которой принимают на себя обязательства по уходу за детьми». В контексте данного определения родственными отношениями считаются отношения, возникающие при заключении брака (который понимается как получивший признание и одобрение со стороны общества сексуального союза двух взрослых лиц) либо являющиеся следствием кровной связи между лицами. Семья — основанная на браке или кровном родстве малая группа, члены которой связаны общностью быта, взаимной помощью, моральной и правовой ответственностью.
В праве под семьёй понимается законный социальный институт, находящийся под защитой государства. Как правило, «полная семья» в юридическом смысле состоит из отца, матери и ребёнка (или детей); «неполная семья» — из отца с ребёнком (или детьми) или матери с ребёнком (или детьми). В российском семейном праве семья определяется как круг лиц, связанных личными неимущественными и имущественными правами и обязанностями, вытекающими из брака, родства, усыновления.
Генеалогическое определение семьи представляет её как совокупность людей, связанных кровным родством или свойство́м. Такое определение, с одной стороны, шире правового определения семьи, с другой стороны, оно исключает приёмных родителей и детей из списка членов семьи.
Психологический подход к семье (такого подхода, в частности, придерживается Клаус Шнеевинд) понимает под семьёй некую совокупность индивидов, удовлетворяющую четырём критериям:
- Психическая, духовная и эмоциональная близость её членов.
- Пространственная и временная ограниченность.
- Закрытость, межличностная интимность.
- Длительность отношений, ответственность друг за друга, обязанность друг перед другом.

Социальный аспект в определении понятия семьи доминировал в социалистическом обществе, согласно положению марксизма о том, что «семья даёт нам в миниатюре картину тех же противоположностей и противоречий, в которых движется общество». На разных исторических этапах развития семейных отношений преобладали территориальный и экономический аспекты. Например, во Франции «в понятие семьи входила группа лиц, запирающихся на ночь за одним замком», а русская земская статистика при проведении подворных переписей определяла семью по числу едоков, исходя из того, что «по представлению крестьян, в понятие семьи входит круг лиц, постоянно питающихся за одним столом или евших из одного горшка».
Однако при всей важности социально-экономической функции семьи, следует отличать её от домохозяйства, которое может вести и отдельный человек, и группа лиц, не связанных отношениями родства. Точно так же проживание на одной жилплощади не может быть сегодня определяющим в понимании семьи. Во все времена основой её всё-таки остаётся чисто биологическое понятие супружеской пары, сожительствующей со своими нисходящими потомками и престарелыми представителями старшего поколения.
В русском языке бытует отношение к семье и её членам (от первого лица) как к собственности (принадлежность) — моя семья, моя жена, мои дети или подчёркивается (со стороны) отношение к семье и её членам — семья Фёдора, жена Фёдора, дети Фёдора (и Марии).

## История

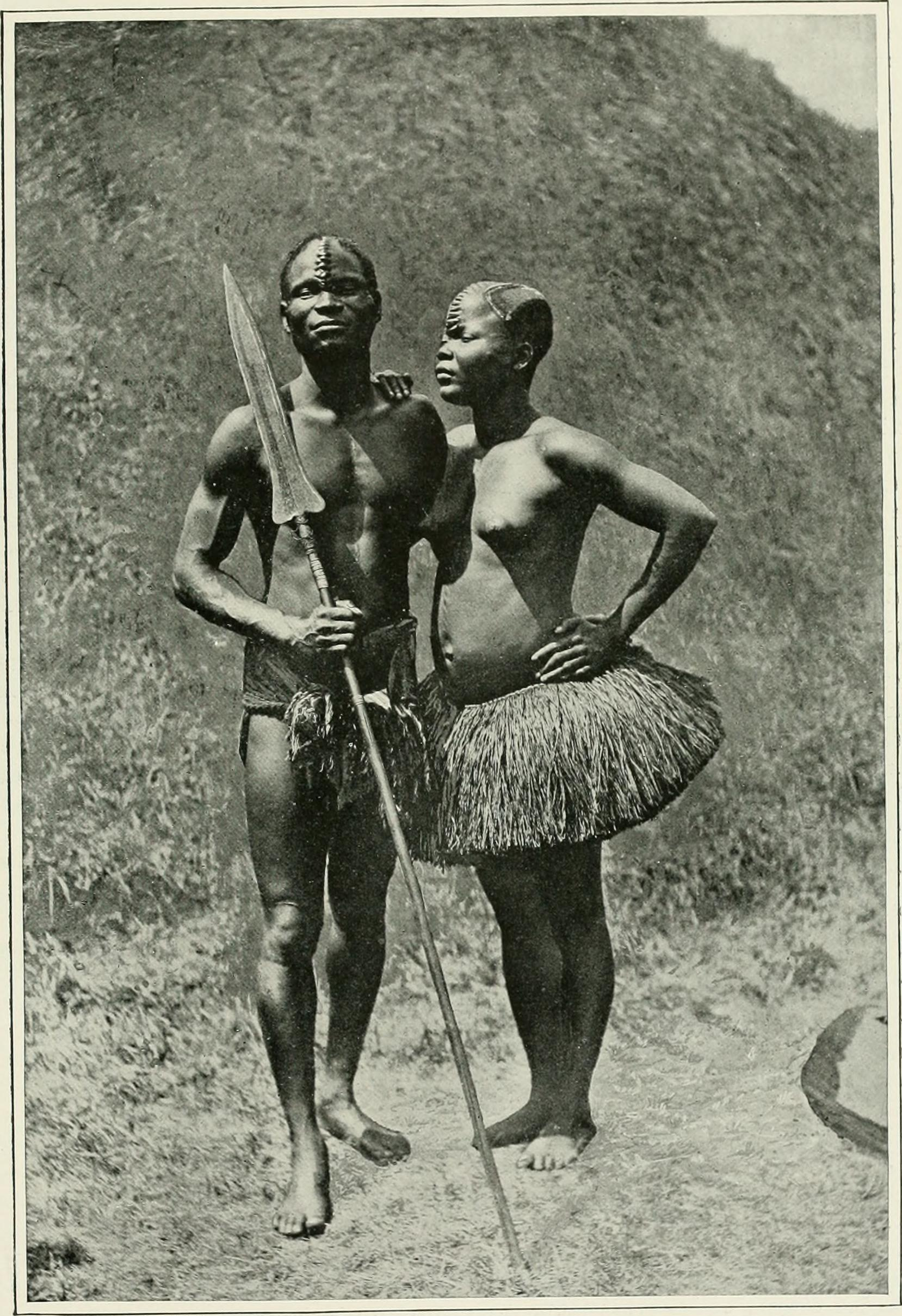
Муж и жена народности бангала

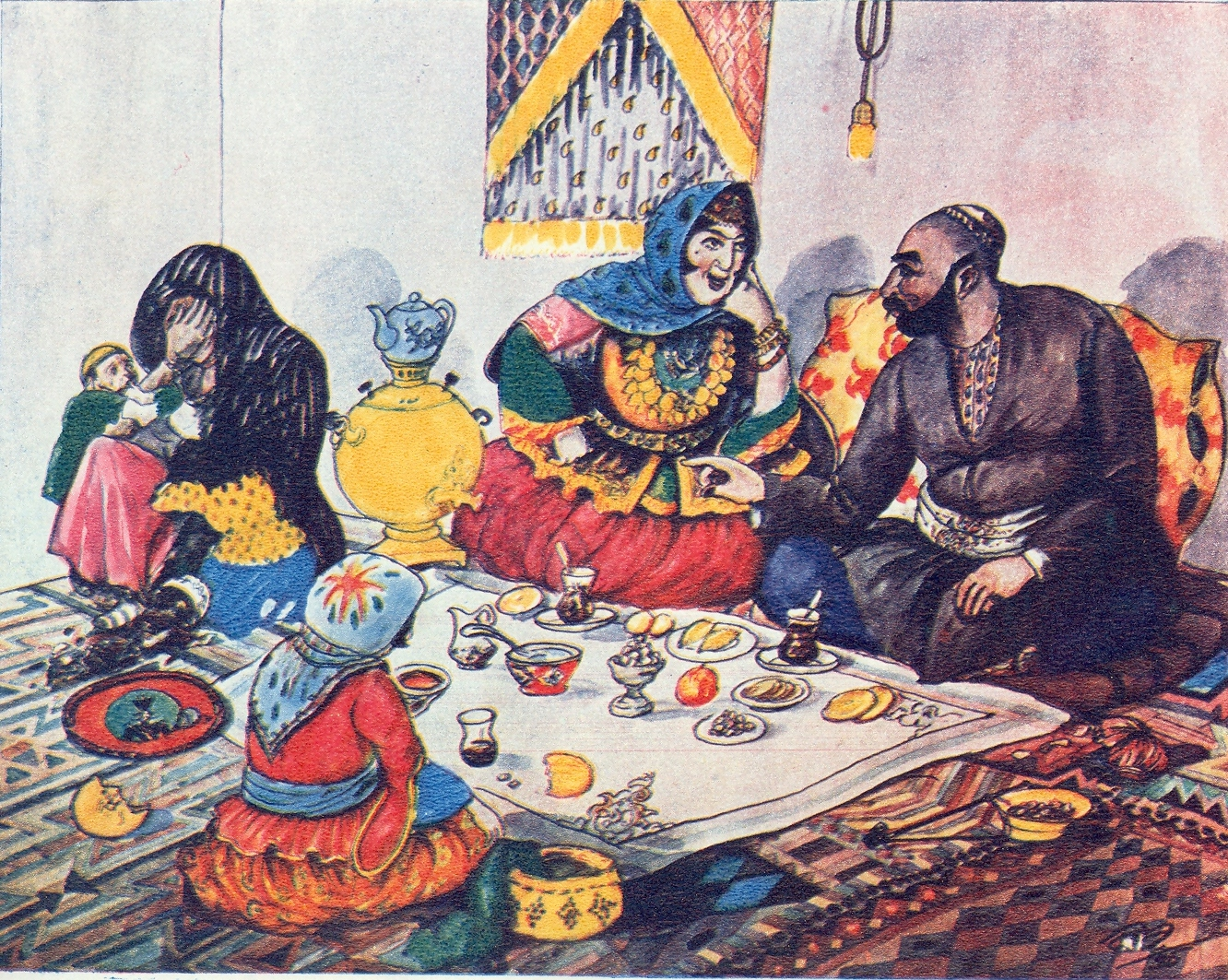
«Старая и новая жёны», картина Азима Азимзаде

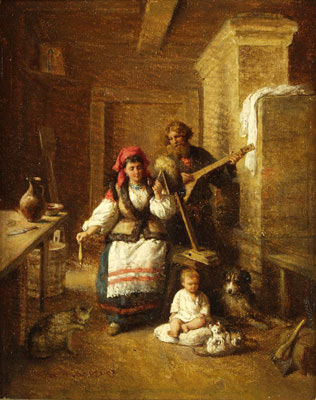
«Русская семья», картина Вильгельма Бера

Русское слово «семья» имеет славянское и индоевропейское происхождение (ср. лит. Šeima), восходя к значению территориальной общности. В древнеславянском и древнерусском языке слово сѣмия означало как семью вообще (всех членов рода, живущих совместно), так и челядь, домочадцев, холопов.
Научное изучение форм семейной жизни началось в XIX веке и связано с работами И. Бахофена, Л. Моргана, М. М. Ковалевского. В том числе было показано, что тип семьи в высокой степени определял характер дальнейшей эволюции соответствующего общества.
В частности, М. М. Ковалевский выделял следующие стадии эволюции семьи: матриархальная семья, патриархальная семья, индивидуальная семья. При матриархальной семье счёт родства вёлся по матери, но главным добытчиком пищи и защитником был брат матери, то есть дядя. В процессе превращения материнской семьи в патриархальную сохранялось особое положение дяди по матери (авункулат). Освещение брака религиозными обрядами стало важным этапом в эволюции семьи. С этого момента власть мужа и отца заменила прежнюю власть матери. Опекуном вместо дяди стал отец. С существованием патриархальной семьи связан культ предков. Ограничение произвольной власти отца и мужа, расширение прав жены и обеспечение интересов детей привели к превращению патриархальной семьи в индивидуальную.
При патриархальной семье взрослые сыновья после вступления в брак иногда не отделялись, а продолжали вместе со своими семьями входить в состав одной с отцом хозяйственной ячейки. После смерти отца главой многосемейного хозяйства становился один из его сыновей, обычно старший из братьев. Такого рода объединение обычно называют большой, неразделённой семьёй.
Укрепление патриархата, а также обычай приобретения жены за выкуп (калым) ухудшали положение женщины. Жена должна была беспрекословно подчиняться мужу и всем старшим членам его семьи; если она хотела развестись с мужем, то её родственники должны были отдать полученный за неё выкуп. Поэтому развод стал очень редким явлением; даже после смерти мужа женщина продолжала оставаться в как бы купившей её семье, она нередко должна была вступить в брак с одним из братьев умершего мужа (левират). Патриархальный порядок наследования требовал бесспорности факта отцовства, поэтому неверность жены стала сурово наказываться, нередко смертью, в то время как муж продолжал пользоваться некоторой сексуальной свободой.
Полигамные браки допускались в подавляющем большинстве известных науке племенных обществ; считалось вполне естественным, что сильный воин или ловкий охотник имеет нескольких жён, которых он может содержать. Причиной многожёнства бывало также численное преобладание женщин, связанное с гибелью мужчин в межплеменных войнах. Одновременный брак с большим количеством женщин считался показателем состоятельности. Также существовал такой вид многожёнства, когда уже женатый мужчина женился на вдове своего умершего брата (левират). Это было связано с тем, что мужчина должен был обеспечить вдову и помочь воспитать детей своего умершего брата, а также не позволить, чтобы его имущество оказались в чужих руках. До настоящего времени единственной из мировых религий, последовательно поддерживающей полигамию, является ислам.
Исторически выделяют три типа семей, каждый из которых соответствует определённой стадии развития общества:
- традиционная многодетная семья (аграрное общество);
- нуклеарная малодетная семья (индустриальное общество);
- постиндустриальная семья[32].

При этом в доаграрном первобытном обществе, среди охотников и собирателей, преобладали нуклеарные семьи, так как охотники и собиратели не добывали пищи, чтобы прокормить членов большой семьи, и при этом, в отличие от аграрного общества, у них не было и острой потребности в дополнительных рабочих руках.
Исследователи полагают, что исторический тип семьи был одним из важных факторов институционального развития. В одно и то же время у разных аграрных обществ тип семьи различался. Так, в XVI—XVII веках в Испании уже преобладали нуклеарные дворы/семьи, а средний размер семьи сократился с 5-5,5 до 3-4 человек. В то же время, например, у армян и полещуков и в конце XIX века преобладали расширенные семьи, включавшие несколько поколений, взрослых братьев и сестёр. На размер семьи влияли различные факторы. Например, в Западной Фландрии домохозяйства крестьян — собственников земли были больше, чем домохозяйства арендаторов, так как дети арендаторов не могли наследовать земельный участок и поэтому могли в любой момент покинуть родительский дом, тогда там, где земля была в собственности крестьян, наследники часто жили с родителями. Другой важной причиной распространения расширенных семей считается сложность обеспечения порядка на некоторых территориях. Так, в горных районах на Балканах, которые Османская империя контролировала с трудом, распространённость расширенных семей у скотоводов объяснялась необходимостью дать отпор скотокрадам — нуклеарная семья не могла обеспечивать свою безопасность. Аналогичные факторы действовали и на Северном Кавказе.
В патриархальной крестьянской семье на женщину смотрели прежде всего как на работницу, способность работать нередко была главным критерием при выборе невесты. Родителям принадлежало решающее слово, когда речь шла о женитьбе сыновей, а особенно о замужестве дочерей. В крестьянской семье дети работали с малолетства.
В индустриальном обществе пропала экономическая необходимость жить большими «традиционными» семьями, отпала необходимость рожать много детей, так как дети теперь не только не способствовали увеличению семейного дохода, но ещё стали требовать дополнительных средств на длительное обучение. При уменьшении детской смертности рождаемость неизбежно снижалась (демографический переход). При этом переход к нуклеарной семье многими воспринимался как катастрофа, как отход от традиций и падение нравов.
С переходом к постиндустриальному обществу возрастает экономическая независимость женщин, количество «чисто мужских» рабочих мест сокращается, а «универсальных» — растёт, что связано с уменьшением потребности в физическом труде, где требуется мужская сила. Рост экономической независимости женщин привёл к уменьшению их зависимости от мужчин, в чём многие исследователи видят причины «сексуальной революции». Обретение женщиной экономической независимости привело к распространению неполных семьёй (матерей-одиночек), а также «динамичных семей», когда супруги легко расстаются и подыскивают себе новых.
Признаки постиндустриальной трансформации семьи стали проявляться в развитых странах Европы уже с середины 1960-х годов, а в других европейских странах — с конца 1980-х — начала 1990-х годов. Перечень важнейших перемен в состоянии семьи был кратко сформулирован Дирк ван де Каа:
- переход от «золотого века» брака к конкубинативному союзу;
- переход от пары «ребёнок-король с родителями» к «паре королей с ребёнком»;
- переход от контрацепции в целях предохранения к контрацепции как самовыражению;
- переход от однородного хозяйства к плюралистическим типам семьи и домашнего хозяйства[36].

### Семья в России в XX—XXI веках
До Второй мировой войны в России преобладала патриархальная семья, которая характеризуется преобладанием мужчины в доме и подчинением ему всех остальных членов семьи. В послевоенные годы, начиная с конца 1940-х годов до 1980-х, доминирующей стала детоцентристская семья, в которой очень большое значение придаётся благополучию детей и сохранению брака в интересах детей.
Многие исследователи отмечают изменение функций семьи в сторону её большей психологизации и интимизации. В XX веке произошёл переход от брака по расчёту или обязанности к браку по любви. С одной стороны, как отмечает Кон И. С. — это огромное достижение человечества, но с другой стороны, такой брак предполагает большую частоту расторжения браков по психологическим мотивам, таким, например, как «несходство характеров», что ведёт к меньшей устойчивости браков. Как отмечает Кон, главная тенденция, лежащая в основе всех этих процессов — изменение ценностных ориентаций, в центре которых ныне стоит не семейная группа, а индивид.

Изменились и социально-психологические установки на рождаемость. С суждениями, что «долг каждой женщины стать матерью» и «долг каждого мужчины растить детей» гораздо чаще соглашаются представители старших, нежели младших поколений. Особенно заметны сдвиги в установках женщин. На вопрос «Должна ли каждая женщина стать матерью?» среди опрошенных в конце 1990-х гг. петербургских женщин от 18 до 29 лет утвердительно ответили лишь 20 %, а среди 30-39-летних — только 17 %. Это значит, что материнство, которое религиозная мораль всегда считала главной ипостасью женщины, становится лишь одной из её социальных идентичностей. В представлениях россиян о справедливом распределении семейных функций и об обязанностях матери и отца традиционалистские установки борются с эгалитарными, сопровождаясь жёсткими взаимными обвинениями мужчин и женщин.

В 1992 году в России впервые после Великой Отечественной войны смертность превысила рождаемость. С 1993 года сохраняется устойчивое сокращение численности населения, аналогичное ситуации, когда государство находится в состоянии войны. Одновременно с этим развиваются процессы прогрессирующего старения населения. Впервые число россиян старше 60 лет превысило количество несовершеннолетних до 15 лет в 1999 году. И до сих пор превышает. См. Интерактивный счётчик населения России
Ожидается, что после 2010 года пойдёт новая демографическая волна, когда начнут вступать в брак и обзаводиться детьми те мужчины и женщины, которые родились уже в 1990-е гг. то есть в то время, когда в России была зафиксирована самая низкая рождаемость за всю историю страны. В результате появится самое малочисленное поколение, которое вступает в репродуктивный возраст. Доля женщин в возрасте от 20 до 29 лет к началу 2025 года сократится почти в два раза. Если интенсивность рождаемости среди женщин этого возраста сохранится и далее, то на каждый процент сокращения численности их самих, сократится и число рождений в стране. По данным Всероссийской переписи населения 2002 года года, численность семей с тремя и более детьми не превышает 6 %. А для положительного воспроизводства населения нужно, чтобы в каждой семье в среднем воспитывалось по три ребёнка.
Согласно «Кратким итогам пилотного обследования „Семья и рождаемость“» среднее желаемое число детей, то есть то количество детей, которых респонденты хотели бы иметь при наличии всех благоприятных условий, не превышает трёх детей. Желаемое число детей в среднем несколько выше лишь у респондентов с религиозным мировоззрением. При этом заметно ниже ожидаемое число детей, то есть то количество детей, которых респонденты готовы иметь: оно даже не достигает двух.
Демографическая политика в России, направленная на повышение рождаемости, развивается по следующим направлениям:
1. Улучшения материальных условий жизни с целью повышения репродуктивной активности населения
  - предоставление семьям жилищных субсидий на льготных условиях с частичным их погашением при рождении детей;
  - увеличение размеров пособий, компенсирующих единовременные затраты, связанные с рождением детей;
  - увеличение периода по уходу за ребёнком, входящего в страховой стаж.
2. Пропаганда семейных ценностей и деторождения среди молодёжи, ещё не вступившей в репродуктивный возраст.

Второе направление является приоритетным из предположения о том, что «изменение установки к росту потребности в детях может дать несоизмеримо больший результат, чем улучшение условий жизни».
Семьи с детьми — это самая многочисленная бедная группа населения в России. Российскую демографическую науку семья интересует как предусловие воспроизводства населения, как уникальный социальный институт, специфической функцией которого является рождение детей, воспроизводство поколений, населения в целом. Поэтому российская демография из всего возможного многообразия семейных структур населения выделяет и изучает только те, которые прямо и непосредственно связаны с воспроизводством населения, чем она резко отличается от демографической науки западных стран.

## Семейный цикл
С позиций воспроизводства населения весьма важным критерием построения демографической типологии семей является стадия жизненного цикла семьи. Семейный цикл определяется следующими стадиями родительства:
- предродительство — период от заключения брака и до рождения первенца
- репродуктивное родительство — период между рождениями первого и последнего детей
- социализационное родительство — период от рождения первенца до выделения из семьи (чаще всего через вступление в брак) последнего ребёнка (в случае одного ребёнка в семье совпадает с предыдущей стадией)
- прародительство — период от рождения первого внука до смерти одного из прародителей

### Семейная структура в демографической статистике

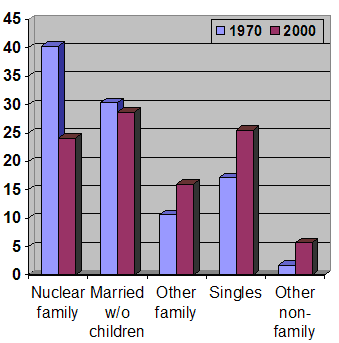
Эволюция типов семьи в США с 1970 по 2000 гг.

Семейная структура, как и брачная, является моментным показателем, фиксируемым во время переписей или специальных обследований населения. Поэтому дать представление о семейной структуре населения можно только по данным переписей или обследований. При этом практика демографической статистики выделяет семьи по следующим признакам:
- размер семьи (число её членов);
- тип семьи (нуклеарная, сложная, полная, неполная)
  - Нуклеарные семьи (англ. nuclear family) — семьи, состоящие из одной брачной пары с детьми.
  - Сложная семья — к семейному ядру добавляются другие родственники как по восходящей линии (прародители, прапрародители), так и по боковым линиям (различные родственники каждого из супругов). Также может включать в себя несколько брачных пар, члены которых связаны родственными узами и ведением совместного хозяйства.
- число детей в семье
  - малодетные семьи — 1-2 ребёнка (неудовлетворительно для естественного прироста)
  - среднедетные семьи — 3-4 ребёнка (удовлетворительно для малорасширенного воспроизводства, а также для возникновения внутригрупповой динамики)
  - многодетные семьи — 5 и более детей (намного больше, чем это нужно для замещения поколений)

Примечательно, что в России до 1992 года многодетными считались лишь матери, воспитавшие 5 и более детей (за демографические достижения вручались награды: Медаль «Медаль материнства» II и I степеней — вручался матерям, воспитавшим 5 и 6 детей; Орден «Материнская слава» III, II, I степеней — вручался матерям, воспитавшим 7, 8 и 9 детей соответственно, Орден «Мать-героиня» вручался матерям, воспитавшим 10 и более детей).
Сегодня официально «многодетность» начинается от трёх детей, то есть многодетной считается уже среднедетная семья.
Именно такая по численности детей семья сегодня является наиболее оптимальной, комфортной для государства, и пользующейся всесторонней социальной поддержкой, в соответствии с Указом Президента РФ от 5 мая 1992 г. N 431 «О мерах по социальной поддержке многодетных семей».

## Типы семьи и её организации

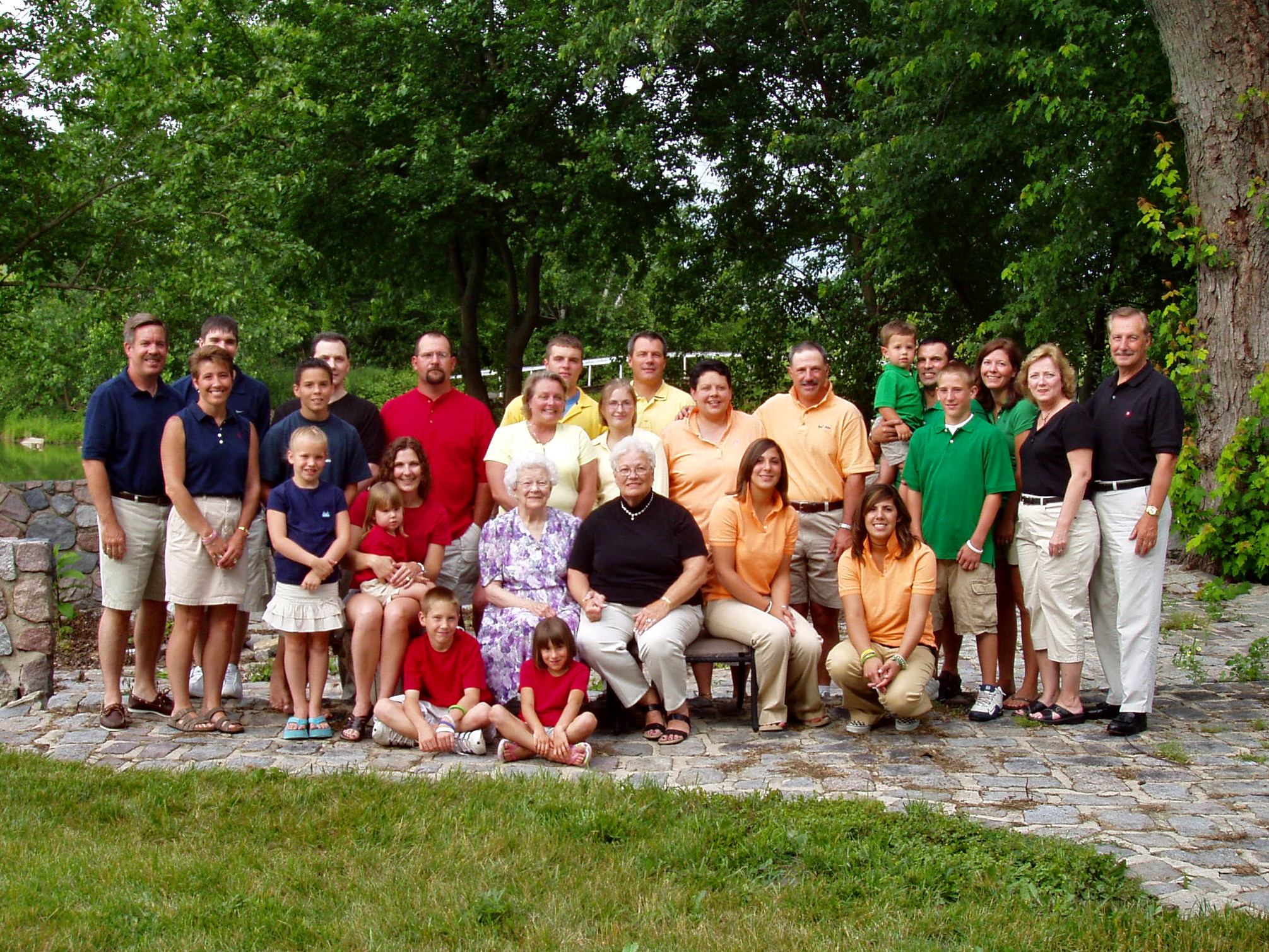
Современная американская семья среднего класса со Среднего Запада, включая всех родственников,

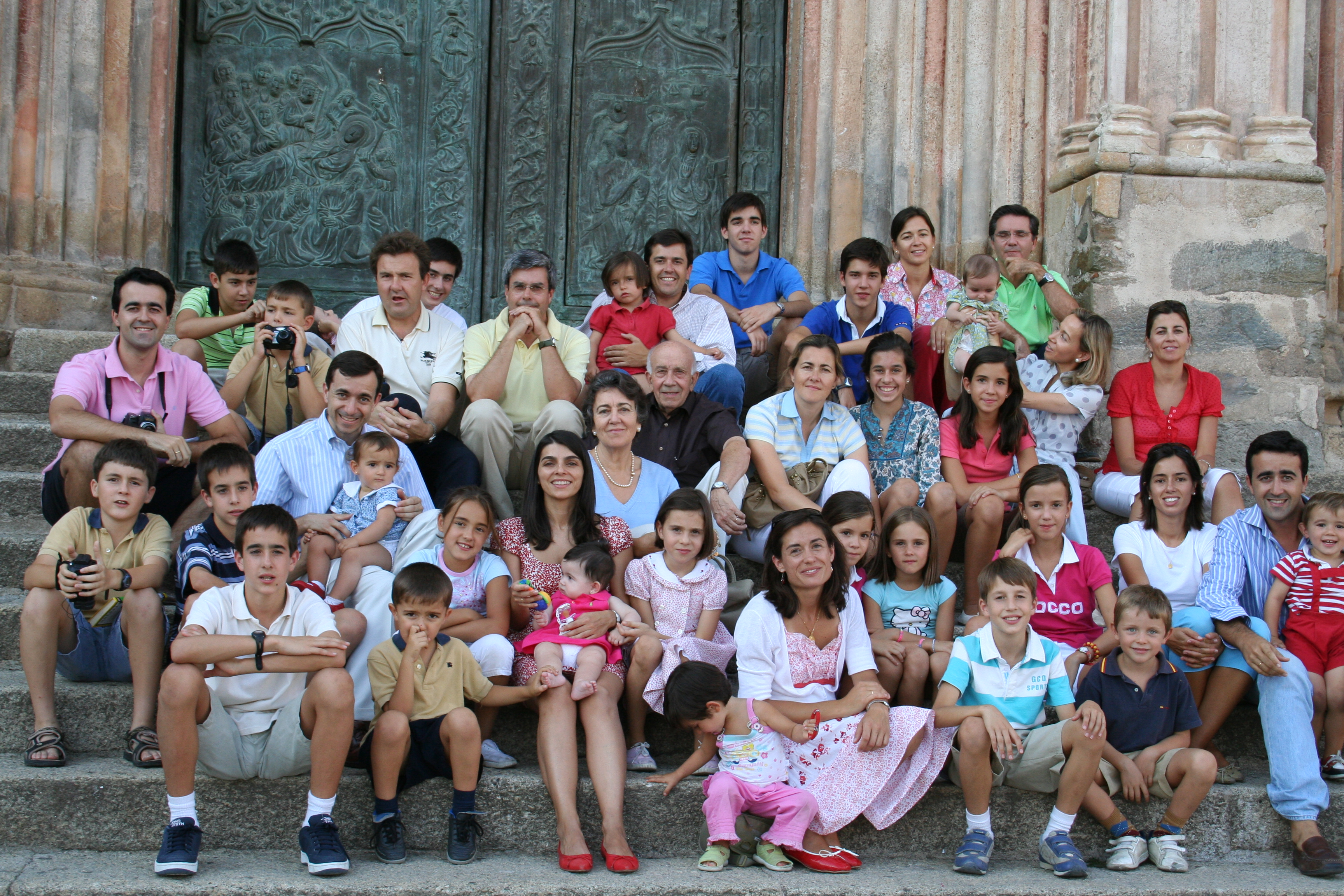
Современная испанская семья, включая всех родственников

При комплексном изучении семейной структуры они рассматриваются в комплексном сочетании. С демографической точки зрения выделяется несколько типов семьи и её организации.
В зависимости от количества партнёров:
- моногамная семья — состоящая из двух партнёров
- полигамная семья — состоящая из более двух партнёров. Имеет следующие виды:
  - многожёнство (полигиния) — одновременное состояние мужчины в браке с несколькими женщинами. Причём брак заключается мужчиной с каждой из женщин отдельно. Например, в шариате есть ограничение на количество жён — не более четырёх
  - полиандрия — одновременное состояние женщины в браке с несколькими мужчинами. Встречается редко, например, у народов Тибета, Гавайских островов
  - шведская семья — семья, основанная на полиаморных отношениях между тремя партнёрами

В зависимости от количества детей:
- бездетная / инфертильная семья;
- однодетная семья;
- малодетная семья;
- среднедетная семья;
- многодетная семья.

В зависимости от состава:
- простая или нуклеарная семья — состоит из одного поколения, представленного родителями (родителем) с детьми или без детей. Нуклеарная семья в современном обществе получила наибольшее распространение. Она может быть:
  - элементарная — семья из трёх членов: муж, жена и ребёнок. Такая семья может быть, в свою очередь:
    - полной — в составе есть оба родителя и хотя бы один ребёнок
    - неполной — семья только из одного родителя с детьми, или семья, состоящая только из родителей без детей

  - составная — полная нуклеарная семья, в которой воспитываются несколько детей. Составную нуклеарную семью, где несколько детей, следует рассматривать как конъюнкцию нескольких элементарных
- сложная семья — большая семья из нескольких поколений. Она может включать бабушек и дедушек, братьев и их жён, сестёр и их мужей, племянников и племянниц.
- однополая семья — семья (с детьми), образованная двумя лицами одного пола (двумя мужчинами или двумя женщинами).

В зависимости от отношений между родителями и детьми:
- родители проживают с родными детьми и до вступления в брак других детей у них не было;
- хотя бы у одного из родителей уже были дети до вступления в данный брак, эти дети могут проживать как в данной, так и в другой семье (сводная семья);
- семья, в которой дети усыновлены (приёмная семья)[44].

Виды семей в зависимости от способов выбора семейного партнёра:
- эндогамные, предполагающие заключение брака между представителями одной и той же группы (клана, племени т. д.);
- экзогамные, где брак внутри определённой узкой группы людей (например, между близкими родственниками, членами одного племени и т. д.) запрещается.

В зависимости от места человека в семье:
- родительская — это семья, в которой человек рождается;
- репродуктивная — семья, которую человек создаёт сам.

В зависимости от проживания семьи:
- матрилокальная — молодая семья, проживающая с родителями жены;
- патрилокальная — семья, проживающая совместно с родителями мужа;
- неолокальная — семья переезжает в жилище, удалённое от места проживания родителей.

Наследование по отцовской линии означает, что дети берут фамилию отца (в некоторых культурах и имя), и собственность обычно переходит по мужской линии. Такие семьи называются патрилинеальными. Наследование по женской линии означает матрилинеальность семьи.
Вопросами классификации современных семей занимался Торохтий В. С.
Каждую из категорий семей характеризуют протекающие в ней социально-психологические явления и процессы, присущие ей брачно-семейные отношения, включающие психологические аспекты предметно-практической деятельности, круг общения и его содержание, особенности эмоциональных контактов членов семьи, социально-психологические цели семьи и индивидуально-психологические потребности её членов.
Об особенностях демографического развития семьи в России можно узнать из статьи «Демографическая ситуация в Российской Федерации».

## Социальная характеристика семьи
| Наименование групп семей          | Факторы, характеризующие данную группу |
| --------------------------------- | --- |
| 1-я группа (оптимальная),         | - Высшее образование у обоих родителей. - Высокий культурный уровень семьи. - Высокая материальная и жилищная обеспеченность. - Хорошие жилищные условия. - Здоровая в психологическом отношении атмосфера - Отсутствие вредных привычек, по состоянию здоровья — оптимальная. |
| 2-я группа (хорошая)              | - Высшее и среднее образование родителей - Высокий и удовлетворительный культурный уровень - Хорошие материально-бытовые условия - Благоприятные отношения в семье. - Имеются вредные привычки, кроме злоупотребления алкоголем, по состоянию здоровья — оптимальная.          |
| 3-я группа (удовлетворительная)   | Один из показателей является неудовлетворительным (культурный уровень, жилищные условия, взаимоотношения в семье), по состоянию здоровья — удовлетворительная. |
| 4-я группа (неудовлетворительная) | - Наличие в семье двух и более неудовлетворительных из перечисленных показателей - Низкий уровень культуры и образованности - Неблагоприятный психологический климат в семье - Вредные привычки — злоупотребление алкоголем, по состоянию здоровья — неудовлетворительная      |

## Функции семьи
Социологи выделяют несколько функций семьи:
- Репродуктивная (рождение потомства)
- Воспитательная (воспитание детей, самореализация родительских чувств)
- Хозяйственно-бытовая (удовлетворение материальных потребностей членов семьи)
- Рекреационная (восстановление физических и интеллектуальных сил)
- Эмоциональная (удовлетворение потребностей в симпатии, уважении, признании, поддержке, эмоциональной защите)
- Духовная (совместное проведение досуга и духовное обогащение)
- Социальная (социальный контроль, социализация и инкультурация)
- Сексуально-эротическая (удовлетворение сексуально-эротических потребностей, легитимизированное нормами общества)

Исследователи единодушны в том, что функции отражают исторический характер связи между семьёй и обществом, динамику семейных изменений на разных исторических этапах. Современная семья утратила многие функции, цементировавшие её в прошлом: производственную, охранительную, образовательную и др.
Под функцией семьи следует понимать внешние проявления свойств какого-либо субъекта в данной системе отношений (семье), определённые действия по реализации потребностей. Функция отражает связь семейной группы с обществом, а также направленность её деятельности.
Однако часть функций являются устойчивыми к изменениям, в этом смысле их можно назвать традиционными. К ним можно отнести следующие функции:
а) репродуктивная — в любой семье важнейшей является проблема деторождения. Цельность сексуальной потребности, обеспечивающей продолжение рода, и любви как высшего чувства делает невозможным отделение одного от другого. Супружеская любовь в значительной мере зависит от характера удовлетворения сексуальных потребностей, особенностей их регулирования и отношения супругов к проблеме деторождения, самим детям;
б) хозяйственно-экономическая — включает питание семьи, приобретение и содержание домашнего имущества, одежды, обуви, благоустройство жилища, создание домашнего уюта, организацию жизни и быта семьи, формирование и расходование домашнего бюджета;

в) регенеративная — (лат. regeneratio — возрождение, возобновление). Означает наследование статуса, фамилии, имущества, социального положения. Сюда же можно отнести и передачу каких-то семейных реликвий;

вовсе необязательно буквально понимать под «драгоценностями» ювелирные украшения, их можно передать любому постороннему, а вот такую драгоценность, как альбом с фотографиями, чужому человеку не передашь — только своему, родному

г) образовательно-воспитательная — (социализация). Состоит в удовлетворении потребностей в отцовстве и материнстве, контактах с детьми, их воспитании, самореализации в детях;

Семейное и общественное воспитание взаимосвязаны, дополняют друг друга и могут, в определённых границах, даже заменять друг друга, но в целом они неравнозначны и ни при каких условиях не могут стать таковыми. Семейное воспитание более эмоционально по своему характеру, чем любое другое воспитание, ибо «проводником» его является родительская любовь к детям, вызывающая ответные чувства детей к родителям;

д) сфера первоначального социального контроля — моральная регламентация поведения членов семьи в различных сферах жизнедеятельности, а также регламентация ответственности и обязательств в отношении между супругами, родителями и детьми, представителями старшего и среднего поколений;
е) рекреативная — (лат. recreatio — восстановление). Связана с отдыхом, организацией досуга, заботой о здоровье и благополучии членов семьи.
ж) духовного общения — развития личностей членов семьи, духовное взаимообогащение;
з) социально-статусная — предоставление определённого социального статуса членам семьи, воспроизводство социальной структуры;
и) психотерапевтическая — позволяет членам семьи удовлетворять потребности в симпатии, уважении, признании, эмоциональной поддержке, психологической защите.

В то время как традиционные функции стали резко ослабляться, возникла эта новая, ранее неизвестная — психотерапевтическая функция.

Брак удачен или нет в зависимости от активизации этой функции, то есть в настоящее время семейное существование в значительной степени зависит от стабильности близких эмоциональных отношений.

## Российское законодательство
- В России семейные отношения регулируются «Семейным кодексом Российской Федерации».
- В царской России информация о семьях заносилась в метрические книги.
- В СССР акты гражданского состояния велись исключительно гражданской властью: Отделами записей актов гражданского состояния в соответствии с «Кодексом законов об актах гражданского состояния, брачном, семейном и опекунском праве».
- В Российской Федерации акты гражданского состояния ведутся на основании федерального закона «Об актах гражданского состояния» от 15.11.1997 N 143-ФЗ.

## Семейная психология
Семья как сложное образование становится объектом внимания различных разделов психологии: социальной, возрастной, клинической, педагогической и др. Предметом изучения становится семья как социальный институт, малая группа и открытая самоорганизующаяся система.

### Психологический климат семьи
В научной литературе синонимами понятия «психологический климат семьи» являются «психологическая атмосфера семьи», «эмоциональный климат семьи», «социально-психологический климат семьи». Строгого определения этих понятий нет. Например, О. А. Добрынина под социально-психологическим климатом семьи понимает её обобщённую, интегративную характеристику, которая отражает степень удовлетворённости супругов основными аспектами жизнедеятельности семьи, общим тоном и стилем общения.
Психологический климат в семье определяет устойчивость внутрисемейных отношений, оказывает решительное влияние на развитие, как детей, так и взрослых. Он не является чем-то неизменным, данным раз и навсегда. Его создают члены каждой семьи, и от их усилий зависит, каким он будет, благоприятным или неблагоприятным, и как долго продлится брак. Так для благоприятного психологического климата характерны следующие признаки: сплочённость, возможность всестороннего развития личности каждого её члена, высокая доброжелательная требовательность членов семьи друг к другу, чувство защищённости и эмоциональной удовлетворённости, гордость за принадлежность к своей семье, ответственность. В семье с благоприятным психологическим климатом каждый её член относится к остальным с любовью, уважением и доверием, к родителям — ещё и с почитанием, к более слабому — с готовностью помочь в любую минуту. Важными показателями благоприятного психологического климата семьи являются стремление её членов проводить свободное время в домашнем кругу, беседовать на интересующие всех темы, вместе выполнять домашнюю работу, подчёркивать достоинства и добрые дела каждого. Такой климат способствует гармонии, снижению остроты возникающих конфликтов, снятию стрессовых состояний, повышению оценки собственной социальной значимости и реализации личностного потенциала каждого члена семьи. Исходной основой благоприятного климата семьи являются супружеские отношения. Совместная жизнь требует от супругов готовности к компромиссу, умения считаться с потребностями партнёра, уступать друг другу, развивать в себе такие качества, как взаимное уважение, доверие, взаимопонимание.
Когда члены семьи испытывают тревожность, эмоциональный дискомфорт, отчуждение, в этом случае говорят о неблагоприятном психологическом климате в семье. Всё это препятствует выполнению семьёй одной из главных своих функций — психотерапевтической, снятия стресса и усталости, а также ведёт к депрессиям, ссорам, психической напряжённости, дефициту в положительных эмоциях. Если члены семьи не стремятся изменить такое положение к лучшему, то само существование семьи становится проблематичным.
Важным фактором, влияющим на психологический климат семьи, является её состав, так в неполных семьях с детьми, чаще всего формируется неблагоприятный психологический климат.
Психологический климат можно определить как характерный для той или иной семьи более или менее устойчивый эмоциональный настрой, который является следствием семейной коммуникации, то есть возникает в результате совокупности настроения членов семьи, их душевных переживаний и волнений, отношения друг к другу, к другим людям, к работе, к окружающим событиям. Эмоциональная атмосфера семьи является важным фактором эффективности функций жизнедеятельности семьи, состояния её здоровья в целом, она обуславливает стабильность брака.
Многие западные исследователи считают, что в современном обществе семья утрачивает свои традиционные функции, становясь институтом эмоционального контакта, своеобразным «психологическим убежищем». Отечественные учёные также подчёркивают возрастание роли эмоциональных факторов в функционировании семьи.
В. С. Торохтий говорит о психологическом здоровье семьи и о том, что этот «интегральный показатель динамики жизненно важных для неё функций, выражающий качественную сторону протекающих в ней социально-психологических процессов и, в частности, способность семьи противостоять нежелательным воздействиям социальной среды», не тождествен понятию «социально-психологический климат», которое в большей степени применимо для групп (в том числе малых) разнородного состава, чаще объединяющих своих членов на основе профессиональной деятельности и наличия у них широких возможностей выхода из группы и т. д. Для малой группы, имеющей родственные связи, обеспечивающие устойчивую и длительную психологическую взаимозависимость, где сохраняется близость межличностных интимных переживаний, где особо значимо сходство ценностных ориентаций, где одновременно выделяется не одна, а ряд общесемейных целей, и сохраняется гибкость их приоритетности, адресности, где главным условием её существования является целостность — более приемлем термин «психологическое здоровье семьи».
Психологическое здоровье — это состояние душевного психологического благополучия семьи, обеспечивающее адекватную их жизненным условиям регуляцию поведения и деятельности всех членов семьи. К основным критериям психологического здоровья семьи B.C. Торохтий относит сходство семейных ценностей, функционально-ролевую согласованность, социально-ролевую адекватность в семье, эмоциональную удовлетворённость, адаптивность в микросоциальных отношениях, устремлённость на семейное долголетие. Эти критерии психологического здоровья семьи создают общий психологический портрет современной семьи и, прежде всего, характеризуют степень её благополучия.
Влияние внутрисемейных отношений на психическое развитие личности
- Семейная сплочённость и эмоциональный климат семьи должен всегда поддерживаться;
- Несправедливая критика, агрессия негативно влияют на формирование личности;
- Завышенные требования также могут подтолкнуть к проявлению психических нарушений;
- Влияние стрессоров (факторов, влияющих негативно на психическое становление личности в то время, когда проходят критические периоды), во время которых нарушается психическое равновесие (развод родителей, болезнь или смерть близкого, новая беременность матери, личные проблемы при вступлении в подростковый возраст, смена коллектива или школы);
- Гиперопека и гипоопека.

## Семейные традиции
Семейные традиции — это обычные принятые в семье нормы, манеры поведения, обычаи и взгляды, которые передаются из поколения в поколение.
Семейные традиции и ритуалы являются, с одной стороны, одним из важных признаков здоровой (по определению В. Сатир) или функциональной (по определению Э. Г. Эйдемиллера и других исследователей) семьи, а, с другой стороны, наличие семейных традиций является одним из важнейших механизмов передачи следующим поколениям семьи законов внутрисемейного взаимодействия: распределения ролей во всех сферах семейной жизни, правил внутрисемейного общения, в том числе способов разрешения конфликтов и преодоления возникающих проблем. Семейные традиции и обряды основываются на общественных, религиозных и исторических традициях и обрядах, но творчески преобразуются и дополняются собственными, поэтому они уникальны для каждой семьи.
В. Сатир здоровыми считала семьи, в которых:
- каждый член воспринимается как равный другим;
- доверие, честность и открытость являются существенными;
- внутрисемейное общение является конгруэнтным;
- члены поддерживают друг друга;
- каждый член несёт свою часть ответственности за семью в целом;
- отдыхают, получают удовольствие и радуются члены вместе;
- существенное место занимают традиции и ритуалы;
- члены принимают особенности и уникальность каждого из них;
- уважается право на приватность (на наличие личного пространства, на неприкосновенность частной жизни);
- чувства каждого члена принимаются и прорабатываются.

В свою очередь, дисфункциональная семья, по мнению российских психотерапевтов Марика и Эв Хазиных, характеризуется:
- Отрицанием проблем и поддержанием иллюзий.
- Отсутствием интимности.
- Жесткостью и косностью правил и ролей.
- Конфликтными взаимоотношениями, в том числе скрытыми.
- Проблемами с личными границами членов семьи: они либо смешаны, либо жёстко разделены.
- Поддержанием видимости благополучия.
- Полярностью суждений: «Все лжецы, мы — честные».
- Абсолютизирование контроля главы семьи[53].

Система традиционных для русской национальной культуры верований, по мнению старших школьников, содержит убеждения, что «мужчина и женщина в семье должны выполнять различные роли», «мужчина — оплот семьи, источник благосостояния и защитник, тот, кто решает проблемы», «главная сфера деятельности женщины в семье — домашний труд и воспитание детей», «женщина должна быть терпеливой, уступчивой и готовой к самопожертвованию», «родители обязаны заботиться о воспитании детей», а «дети должны уважать своих родителей». Как важное убеждение отмечается отрицательное отношение к неверности супругов: «муж и жена должны быть верными друг другу, любить друг друга и поддерживать и в радости, и в горести, в болезни и в старости».
К традиционным формам поведения в семье школьники отнесли то, что «право сделать предложение о создании семьи принадлежит мужчине (жениху)»; «многие семейные события (вступление в брак, рождение детей, уход из жизни членов семьи) освещаются церковью», то есть существуют обряды венчания, крещения, отпевания; «решающее слово при решении любых вопросов принадлежит мужчине». Наибольшие затруднения вызвал вопрос ведущего дискуссии о том, каковы национальные традиции в воспитании детей. Кроме того, оказалось, что даже те школьники, которые знают о различиях в религиозных обрядах, связанных с семейной жизнью (свадьба, крещение детей) в различных религиозных конфессиях, не знают, в чём именно состоят эти различия. Главным различием указывается «более жёсткое подчинение жены мужу у мусульман», «женщины в семье мусульман имеют меньше прав, чем в православных семьях». Большинство школьников не смогли объяснить смысл тех обрядов, которые указывались ими, как национальные семейные традиции: смысл обрядов венчания, крещения и отпевания.
«Это, безусловно, связано с тем, что в 52 % семей родители и представители более старших поколений либо совсем не придерживаются народных традиций и обычаев (более 5 %), либо следуют традициям непостоянно (47 %). Всё это приводит к тому, что большинство школьников (58,3 %) убеждены, что в своей будущей семейной жизни им не обязательно следовать обычаям и традициям своего народа.».
Этнокультурные брачные и семейные традиции так или иначе преследовались и вытеснялись унифицированными требованиями. Меняясь в соответствии с требованиями среды более высокого порядка, семья сохраняет семейные традиции как один из основных способов воспитания, продолжения себя. Семейные традиции сближают всех родных, делает семью семьёй, а не просто сообществом родственников по крови. Домашние обычаи и ритуалы могут стать своеобразной прививкой против отдаления детей от родителей, их взаимного непонимания.